# 霍喬漢卡山
10°25′38″S 76°01′45″W / 10.42722°S 76.02917°W
霍喬漢卡山（K'uchu Hanka），是秘魯的山峰，位於該國中部瓦努科大區，由聖拉斐爾區和帕瑙區負責管轄，屬於安地斯山脈的一部分，海拔高度4,925米。